# Westerwaldstraße 25 (Waldernbach)

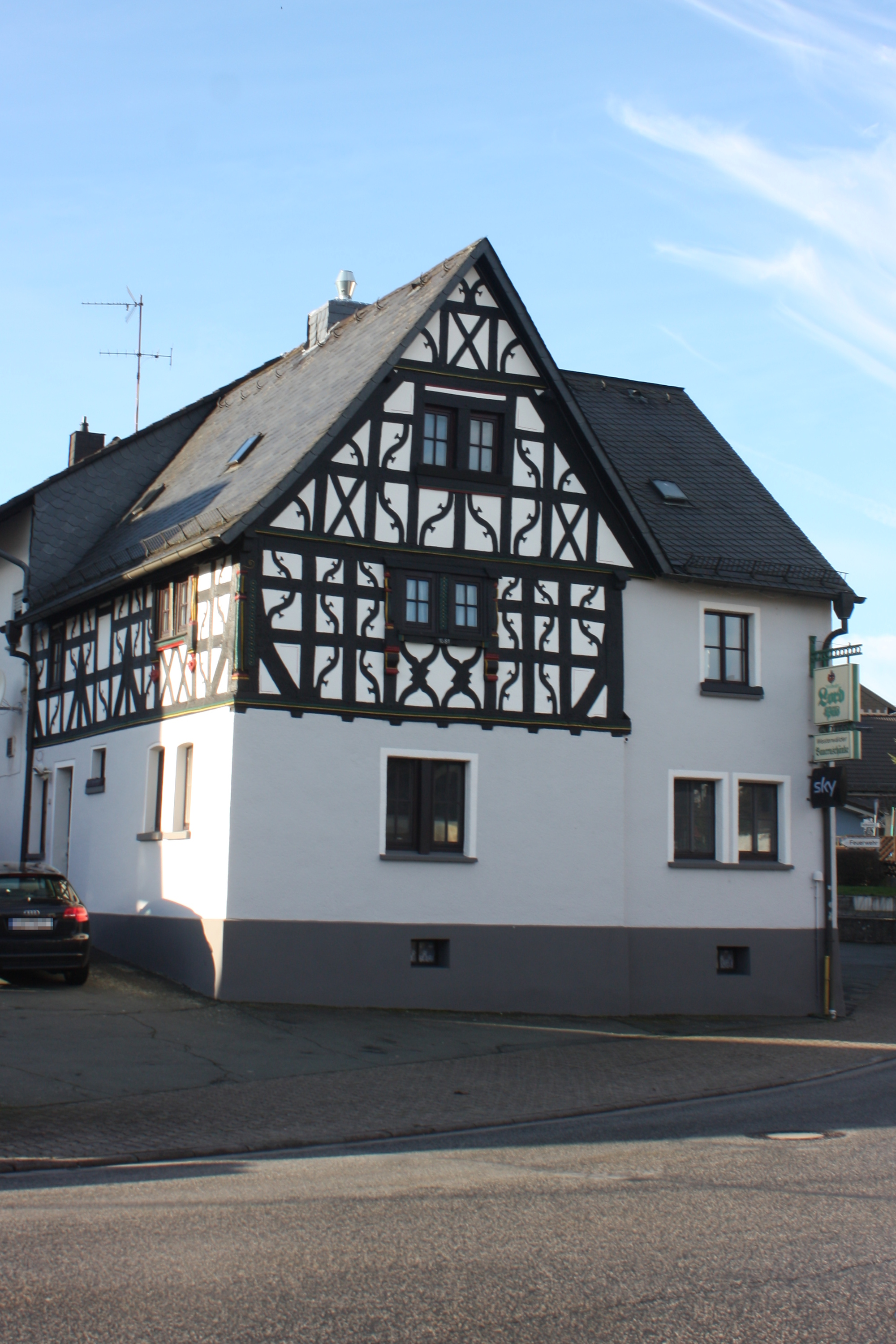
Fachwerkhaus Westerwaldstraße 25 in Waldernbach

Das Gebäude Westerwaldstraße 25 in Waldernbach, einem Ortsteil der Gemeinde Mengerskirchen im mittelhessischen Landkreis Limburg-Weilburg, wurde 1681 errichtet. Das Fachwerkhaus in der Mitte des Altdorfes ist ein geschütztes Kulturdenkmal. 
Das zweigeschossige Einhaus umfasste ehemals Wohn-, Scheunen- und Stallabschnitte. Über dem Erdgeschoss steht ein reich besetztes Fachwerkobergeschoss. Es ist mit zu allerlei Figuren verbundenen und genasten S-Streben geschmückt, weshalb der Bau als eines der Hauptbeispiele des Westerwälder Fachwerkes gilt.
Um 1955 wurde der zugehörige rechtsseitige Niederlass abgebrochen.